# Troisfontaines
Troisfontaines é uma comuna francesa na região administrativa de Grande Leste, no departamento de Mosela. Estende-se por uma área de 12.9 km². Em 2010 a comuna tinha 1 294 habitantes (densidade: 100,3 hab./km²).